# Morsiglia
Morsiglia (korsisch Mursiglia) ist eine Gemeinde auf dem Cap Corse der französischen Insel Korsika. Sie gehört zur Region Korsika, zum Département Haute-Corse, zum Arrondissement Bastia und zum Kanton Cap Corse. Der Ortsname wurde vom korsischen Mohr abgeleitet. Die Bewohner nennen sich Morsigliais.

## Geografie
Das Siedlungsgebiet liegt durchschnittlich auf 200 Metern über dem Meeresspiegel und besteht aus den Dörfern Mute, Stanti, Baragogna, Pecorile, Mucchieta, Posacce, Sundi und Pruno. Die Gemeinde grenzt im Westen an das Ligurische Meer. Nachbargemeinden sind Centuri im Norden, Rogliano im Nordosten, Meria im Osten, Luri im Südosten und Süden sowie Pino im Süden und Südwesten.

## Bevölkerungsentwicklung
| Jahr      | 1962 | 1968 | 1975 | 1982 | 1990 | 1999 | 2008 | 2012 |
| --------- | ---- | ---- | ---- | ---- | ---- | ---- | ---- | ---- |
| Einwohner | 167  | 137  | 125  | 119  | 110  | 123  | 146  | 138  |

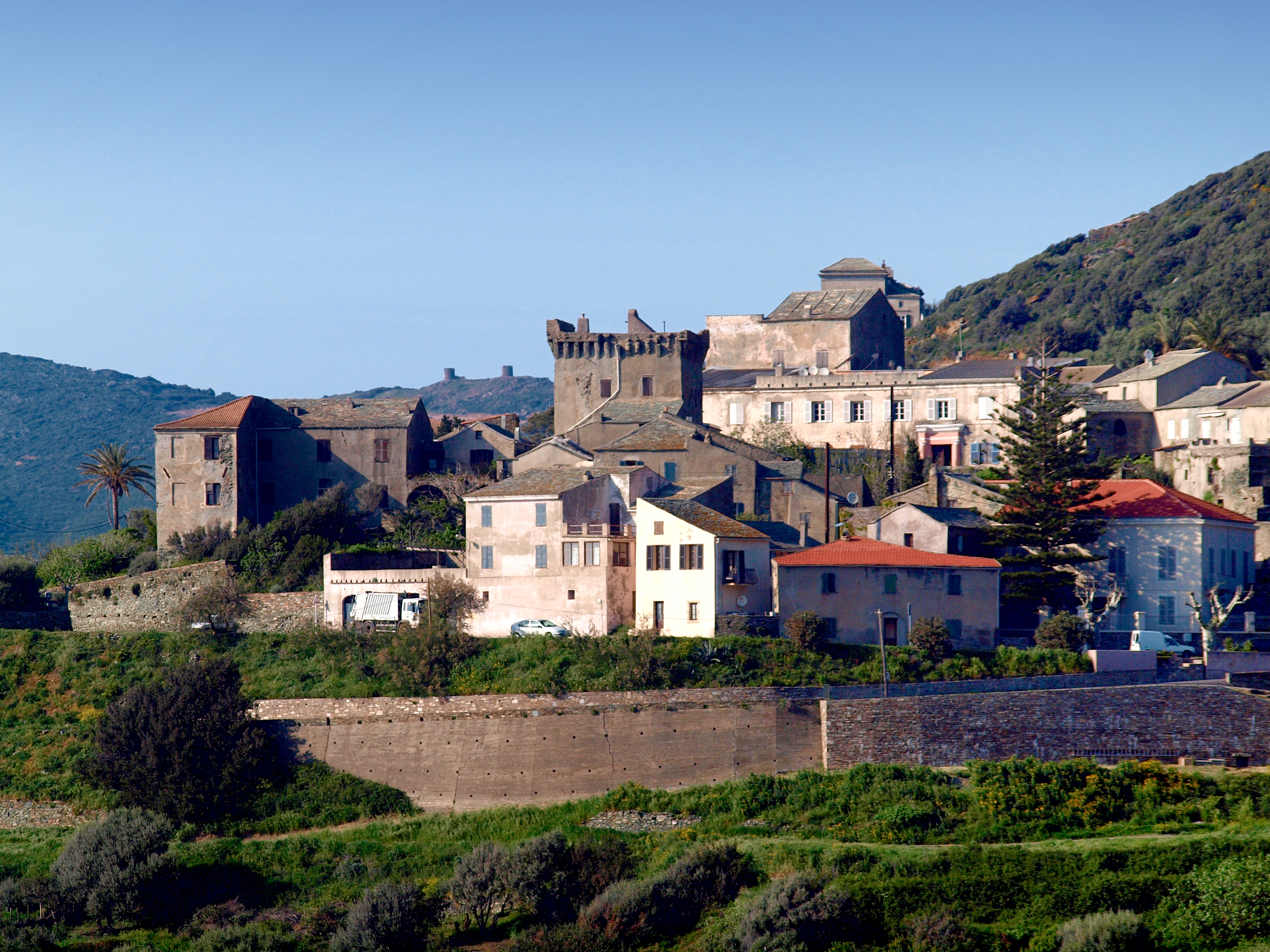
Ortsteil Pecorile
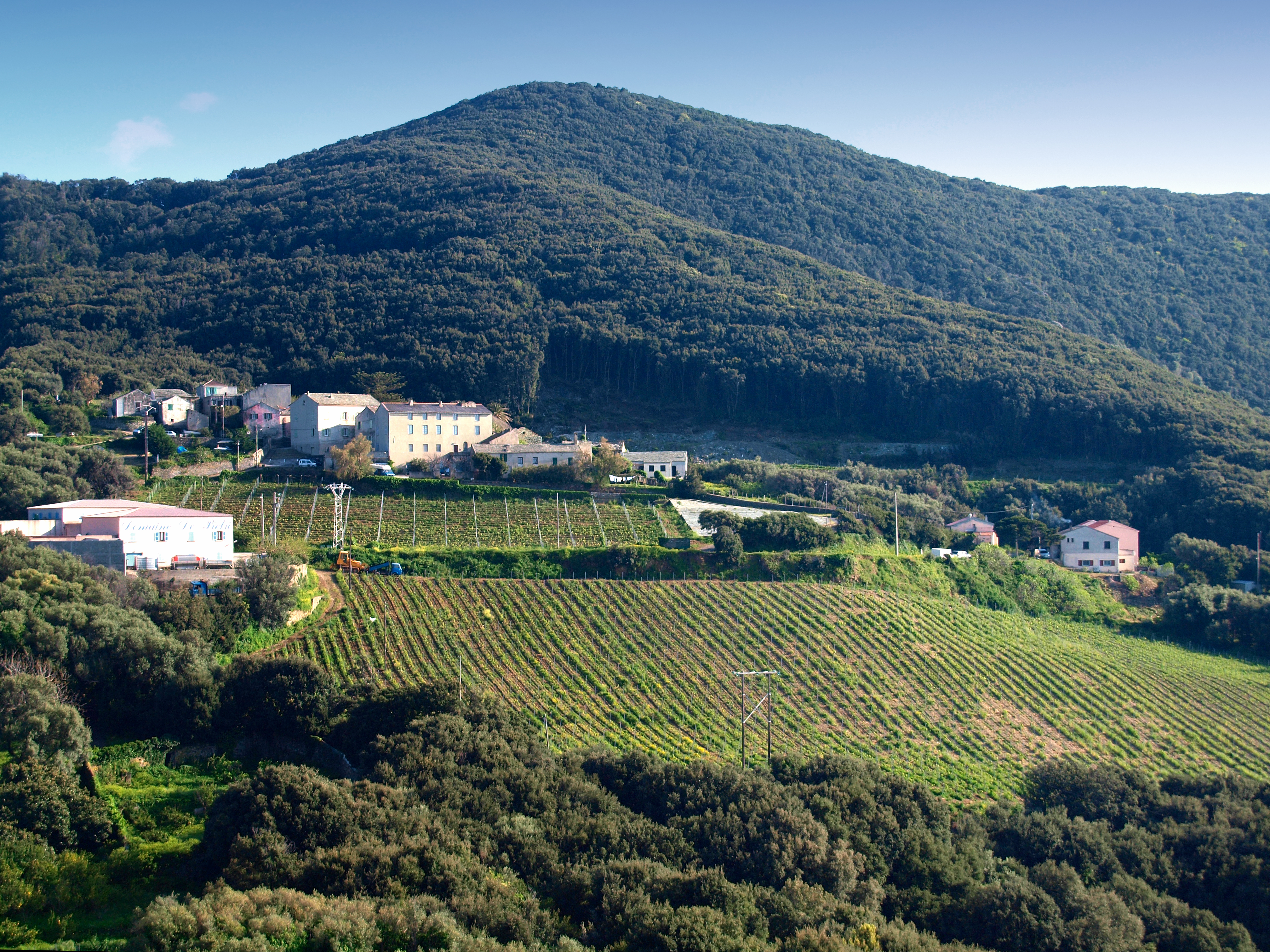
Weinbaugebiet

## Sehenswürdigkeiten
- viereckiger Sarazenenturm
- Torregiana pisanischen Ursprungs

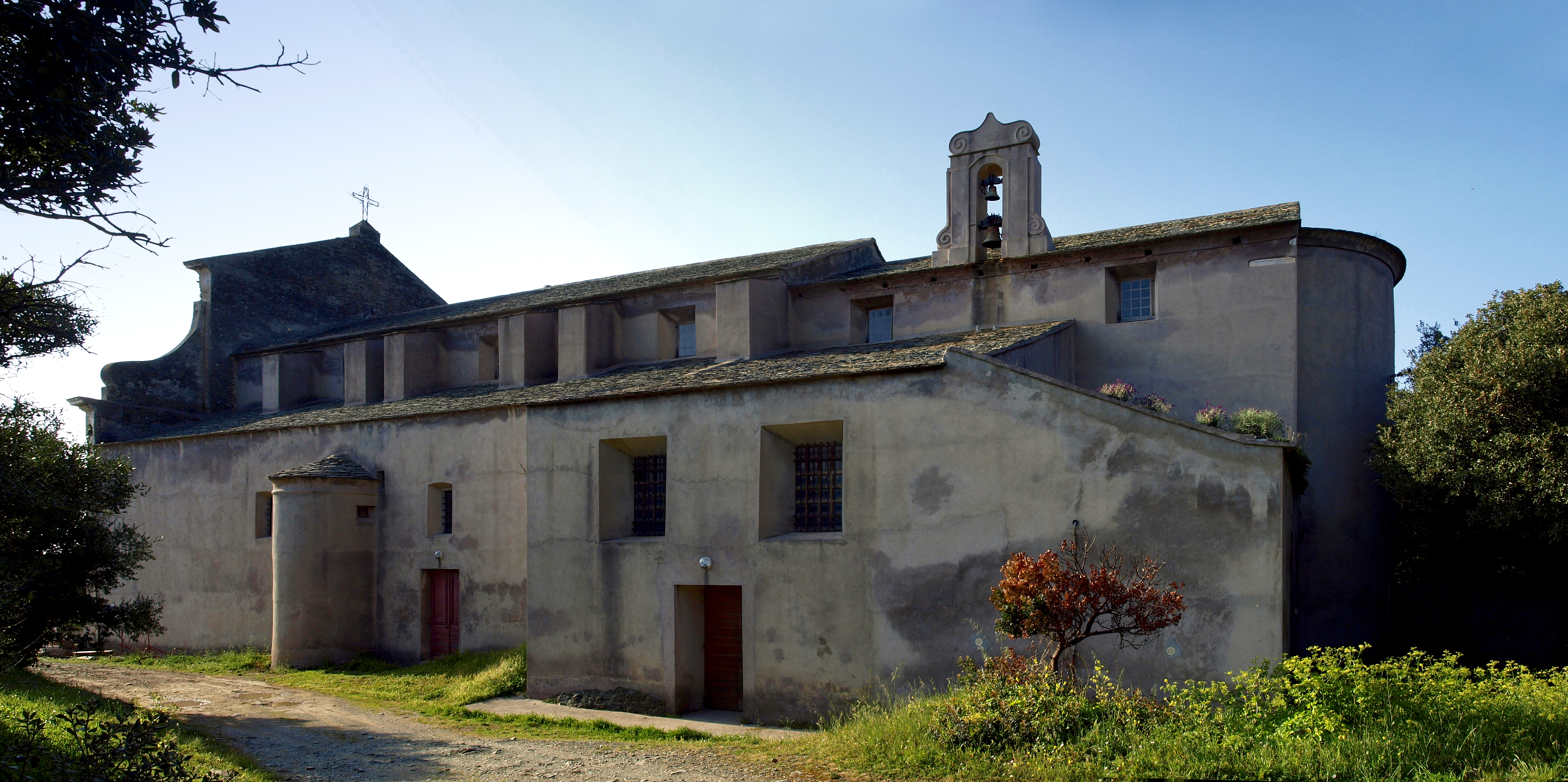
Ehemaliger Konvent
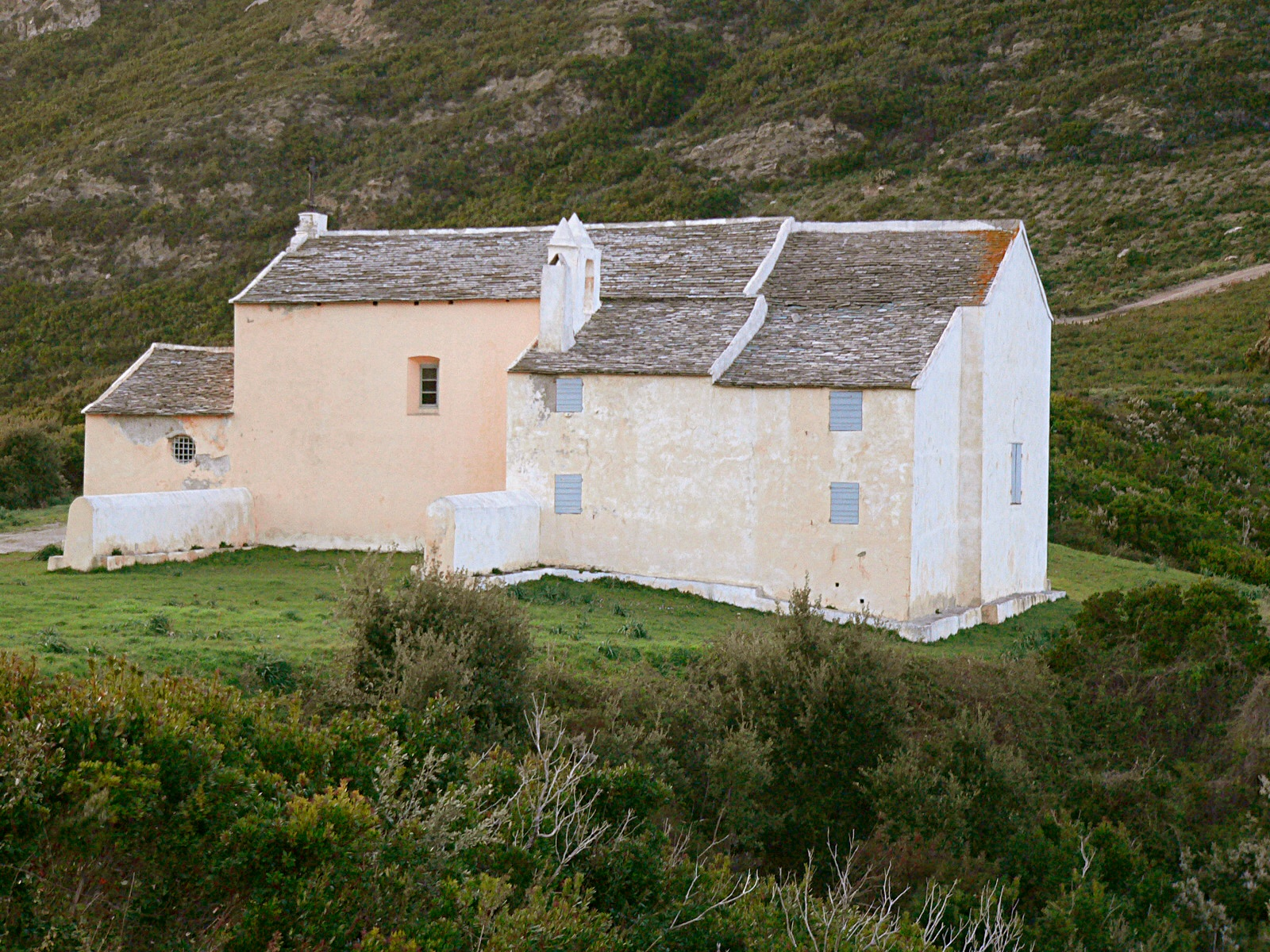
Kapelle Notre-Dame des Grâces
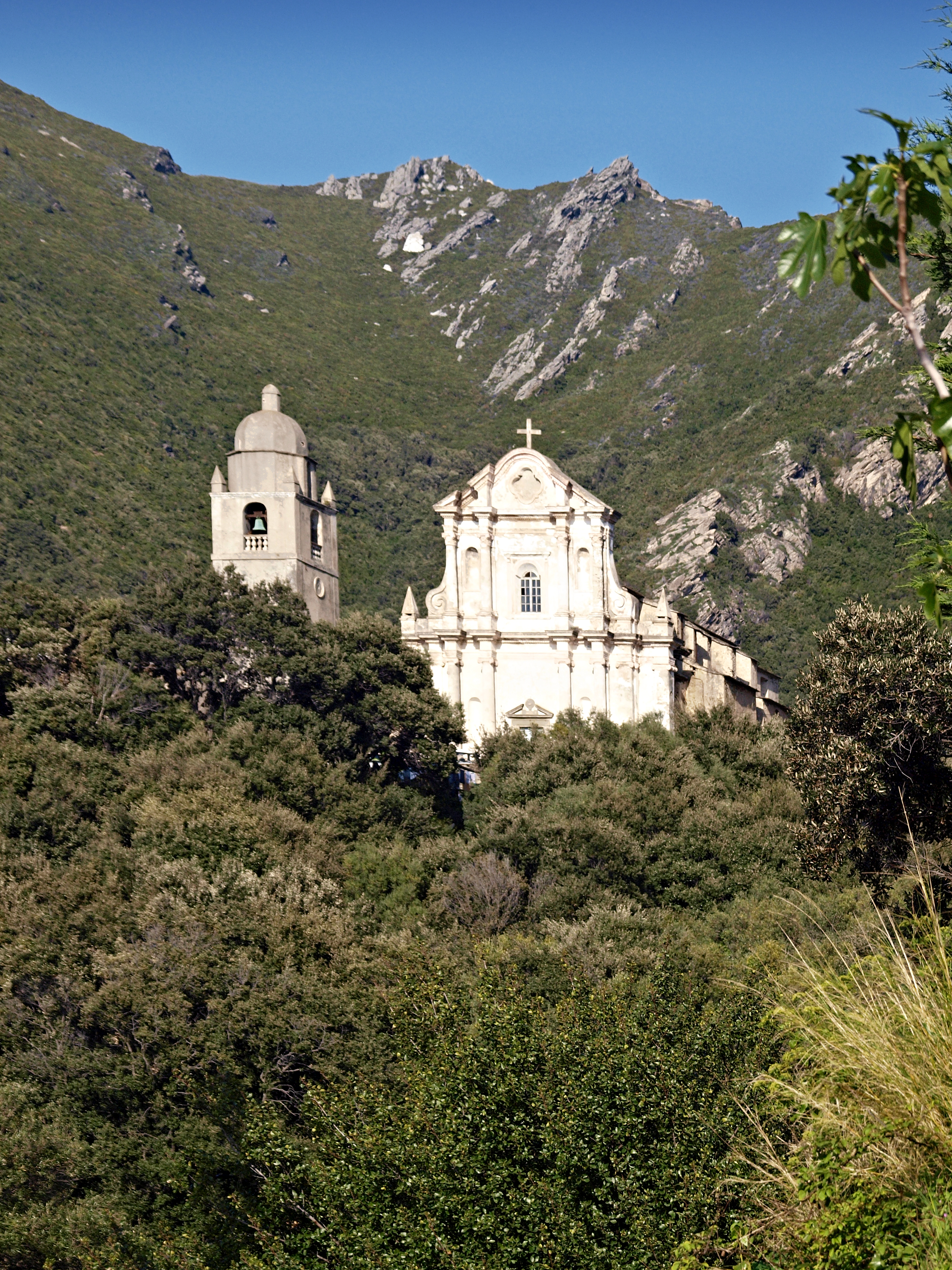
Kirche San Cipriano
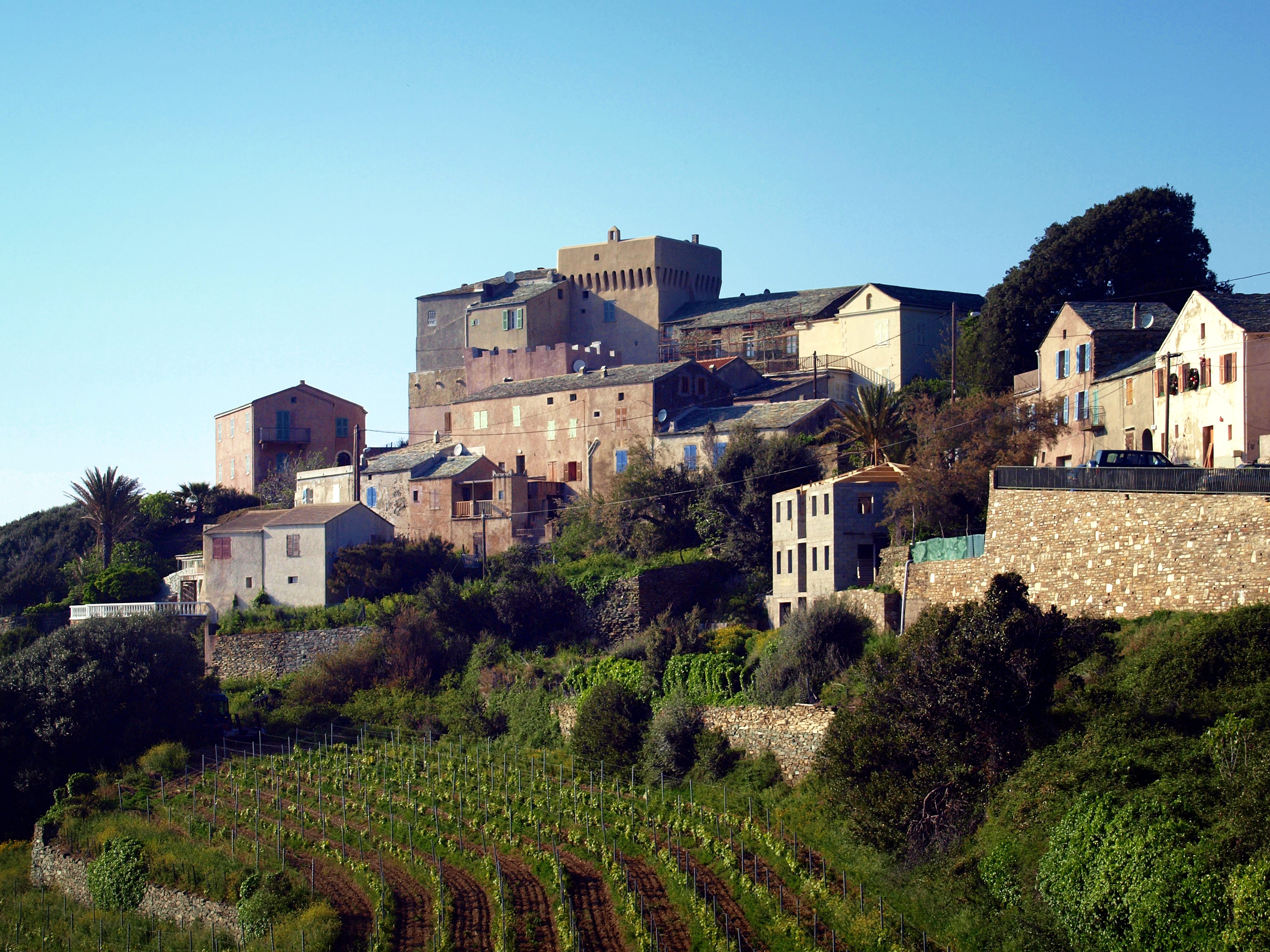
Tour Saint-Jean